# Valerio Morucci
Pour les articles homonymes, voir Morucci.
Valerio Morucci, né à Rome le 22 juillet 1949, est un militant d'extrême gauche et terroriste italien, ancien membre des Brigades rouges, connu dans le mouvement sous le pseudonyme de Matteo et, à l'extérieur, sous celui de Pecos.

## Biographie
Au terme d'un long parcours militant au sein de Potere operaio, il devient responsable du service d'ordre et figure parmi les premiers à plaider pour la militarisation du mouvement. Avec d'autres acteurs de l'extrême gauche italienne, il participe à la constitution de cellules clandestines dans la capitale et rejoint les Brigades rouges en septembre 1976, devenant immédiatement responsable de la colonne romaine de l'organisation terroriste.
Considéré comme un expert en armes à feu, il joue un rôle de premier plan dans la logistique de l'organisation, en particulier, lors de l'attentat de via Fani et pendant la détention d'Aldo Moro. Avec Adriana Faranda, il est l'auteur du Memoriale Morucci, un document listant les protagonistes de l'opération et détaillant son déroulement.
Il quitte les Brigades rouges au début de 1979, à la suite de désaccords sur la ligne politico-militaire et il est arrêté le 29 mai de la même année. Il est condamné à plusieurs peines de perpétuité. En 1985, pendant le procès d'appel pour l'assassinat d'Aldo Moro, il se dissocie officiellement de la lutte armée. Libéré en 1994, il vit à Rome, où il exerce la profession de consultant informatique.
En 1990, Valerio Morucci était un collaborateur du Servizio per le informazioni e la sicurezza democratica (Sisde). C'est ce qu'a annoncé le président de la Commission Moro, Giuseppe Fioroni, qui prétend avoir des papiers du Sisde prouvant cette thèse.